# شهرستان چینگفنگ
شهرستان چینگفنگ (به لاتین: Qingfeng County) یک منطقهٔ مسکونی در چین است که در پویانگ واقع شده‌است.